# لهاة
اللَّهَاةُ أو لَّهَاةُ الحَلق (بالإنجليزية: uvula) بروز عضلي يتكون من نسيج طلائي غدّي، مخروطي الشكل، يتدلى من الحنك الرخو soft palate، يبلغ طولها 15 – 35 ملم . وتقع قرب خلف الحنجرة
وهي معلقة في قمة الجزء الخلفي للفم.
أصل كلمة Uvula مشتقة من الكلمة اليونانية " uva" وتعني العنب، لأن شكل لهاة الحلق تشبه العنب.
في حالة الالتهاب المتكرر للوزتين تتعرض اللهاة للإصابة بالالتهاب، وإذا تحول الالتهاب إلى الحالة المزمنة يصبح انتفاخ اللهاة مزمناً قد يحتاج إلى عملية استئصال جزئي، وفي حالة الإصابة بـ الحلق الدفتيري فيمكن ان تغطى بغشاء كاذب.
معظم المراجع الطبية تهمل اللهاة، ولكنها لا تخلو من الفائدة، فهي
- تساهم في عملية الذوق.
- كذلك في إثارة الاقياء، وهذا يفيد في حالة الرغبة في إفراغ المعدة في حالات التسمم.
- لها دور في خلق اصوات الإنسان.
- تلعب دورآ مهمآ في إخراج الحروف الساكنة خاصة في اللغات العربية، الألمانية والفرنسية.

اللهاة الطويلة المتدلية قد تسبب مشاكل في النوم كالشخير (عندما تهتز) وانقطاع النفس، الأمر الذي قد يدعوا إلى استئصال جزئي أو كلي لللهاة.
إن ولادة طفل باللهاة المشقوقة أمر نادر الحدوث وقد يترافق أيضآ مع الحنك المشقوق.

## روابط خارجية
- مدلاين بلس 001257 - Uvulitis